# Rappresentante di classe

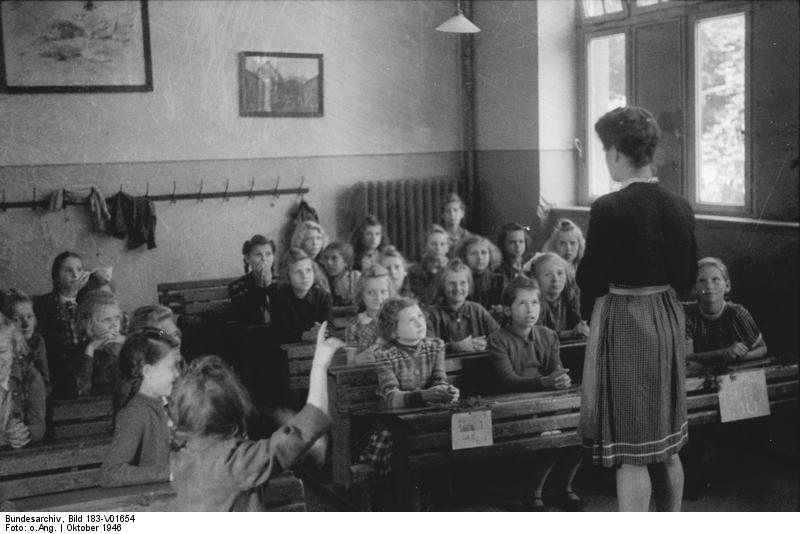
Elezione dei delegati di classe alla scuola elementare di Erfurt nel 1946.

Un rappresentante di classe è il portavoce di una classe di studenti e presiede la scelta dell'organizzazione all'interno di un consiglio di classe. I rappresentanti di classe sono in genere eletti dalla classe, un collegio elettorale composto da tutti gli studenti e da tutti i genitori se riguarda un rappresentante genitoriale di classe.
In Italia fu istituito dai Provvedimenti Delegati sulla scuola del 1973 e ha la funzione di rappresentare i genitori o gli studenti di una classe presso il consiglio di classe.

## Il genitore come rappresentante di classe
Nelle scuole italiane, partendo da quelle per l'infanzia (nido d'infanzia e scuola materna) fino a quella primaria, ha la funzione di rappresentare i soli genitori e ne viene eletto uno per sezione o per classe. Nelle scuole secondarie di primo grado i rappresentanti dei genitori all'interno di una classe aumentano da uno a quattro nel rispettivo consiglio di classe. Nel consiglio di classe di scuola secondaria di secondo grado i rappresentanti dei genitori passano da quattro a due, integrati da due rappresentanti degli studenti eletti in ogni classe i quali possono richiedere ai docenti mensilmente due ore per svolgere l'assemblea di classe qualora si renda necessario.

## Lo studente come rappresentante di classe
Simile a un rappresentante d'istituto, la differenza principale tra le due posizioni è che un presidente di classe di solito rappresenta solo un voto unico e specifico all'interno della scuola mentre il rappresentante d'istituto o presidente del governo studentesco, rappresenta l'intero corpo studentesco della scuola. Gli studi hanno dimostrato che le scuole con coeducazione hanno maggiori probabilità di avere studenti di sesso maschile come rappresentanti di classe rispetto alle studentesse.

## Doveri e termine
Lo studente eletto rappresenta gli studenti della propria classe all’interno del Consiglio di Classe e nel Comitato Studentesco. Ogni classe elegge due rappresentanti con diritto di voto all’interno del Consiglio su tutte le questioni tranne che nelle valutazioni. I suoi principali compiti sono:
- Convocare e gestire le assemblee di classe, per tali assemblee è possibile richiedere due ore al mese durante le ore curriculari;
- Curare il rapporto tra la classe e i singoli docenti;
- Curare il rapporto con la Segreteria Scolastica per richieste, consegne, autorizzazioni, etc.;
- Curare il rapporto e presentare eventuali richieste della classe al Dirigente Scolastico;
- È il membro designato a rappresentare la Classe nel Comitato Studentesco;
- Curare il rapporto con i rappresentanti d'istituto;
- Curare l’informazione e stimolare la partecipazione della classe alle attività studentesche;

Inoltre, all’interno del Consiglio di Classe, cura tutte le questioni inerenti degli studenti della propria classe come pareri e richieste su:
- La programmazione e la gestione delle lezioni, delle verifiche e del carico di studio
- I viaggi d’istruzione
- La partecipazione ad attività o progetti come gruppo classe.

Il mandato per un rappresentante di classe è di un anno nella maggior parte delle scuole. Lo studente che detiene l'incarico ha la possibilità di candidarsi per l'anno seguente. Inoltre, in alcune scuole è responsabile della costruzione di fondi che la classe può utilizzare per attività come il ballo di fine anno. Gli studenti in questa posizione sono spesso considerati rappresentanti vocali degli studenti.

## Il rappresentante nella cultura di massa
Lo stereotipo del rappresentante di classe è stato tipizzato in vari libri, film e in televisione. Trame tipiche a volte contengono un secchione o un perdente che rivendica il titolo da uno studente più popolare . Lo stereotipo è stato anche usato come allegoria politica dai primi del 1900, descrivendo tutti, dal presidente degli Stati Uniti, ai ruoli per le donne afro-americane nel Congresso degli Stati Uniti.
Personaggi immaginari nel ruolo di presidente di classe hanno incluso:
- Pedro Sánchez, interpretato da Efren Ramirez, corre con successo come rappresentante di classe nel film del 2004 Napoleon Dynamite.
- Zach Siler, interpretato da Freddie Prinze Jr., è il famoso atleta e rappresentante di classe nel film del 1999 Kiss Me.
- Jessie Spano, interpretata da Elizabeth Berkley, è il rappresentante di classe della Bayside High School nella serie televisiva Bayside School.
- Ryoko Asakura ne La malinconia di Haruhi Suzumiya.
- Tracy Flick, interpretata da Reese Witherspoon, è candidata al ruolo di rappresentante di classe nel film Election del 1999.
- Steve Holt, interpretato da Justin Grant Wade, è il rappresentante di classe del liceo che George Michael Bluth e Maeby Funke frequentano nella serie televisiva Arrested Development - Ti presento i miei.
- Mizuki Kirimiya del visual novel Yume miru kusuri.
- Courtney di A tutto reality - L'isola ha corso per rappresentante di classe prima di fare domanda per lo spettacolo.